# جیسون لوئیس (هنرپیشه)
جیسون لوئیس (انگلیسی: Jason Lewis؛ زاده ۲۵ ژوئن ۱۹۷۱) یک هنرپیشه، و مانکن (فرد) اهل ایالات متحده آمریکا است. وی از سال ۱۹۹۵ میلادی تاکنون مشغول فعالیت بوده‌است.
از فیلم‌ها یا برنامه‌های تلویزیونی که وی در آن نقش داشته‌است می‌توان به آقای بروکس، ایستگاه بعدی سرزمین عجایب، دیوانه‌وار دویدن، نیمه جادو و مرگ و زندگی بابی زد اشاره کرد.